# Anna Anvegård
Anna Anvegård (Bredaryd, 10 mei 1997) is een voetbalspeelster uit Zweden. Ze speelt als aanvaller voor BK Häcken in de Damallsvenskan.

## Clubcarrière
Anvegård maakte haar profdebuut voor Växjö DFF op het derde niveau van Zweden in 2015. Ze eindigde als topscorer met 27 doelpunten in 17 competitiewedstrijden en wist mer haar ploeg te promoveren naar de Elitettan. In de volgende tweede seizoenen was Anvegård opnieuw topscorer. In 2017 werd ze met Växjö DFF-kampioen van de Elitettan, waarmee het promotie wist af te dwingen naar de Damallsvenskan. In haar debuutseizoen was Anvegård clubtopscoorster van Växjö DFF met 14 doelpunten en daarmee tweede topscoorster na Anja Mittag. Anvegård werd opgeroepen voor het Zweden. Daarmee was ze de eerste Växjö DFF-speelster die werd opgeroepen. Tijdens Fotbollsgalan 2018 werd Anvegård uitgeroepen tot 'doorgebroken speelster van het jaar'.
Anvegård wekte interesse van grote clubs in Zweden en het buitenland. In augustus 2019 rondde ze haar transfer af naar de Zweedse topclub FC Rosengård. Tijdens het seizoen 2019 eindigde Anvegård als topscorer met een gecombineerde veertien doelpunten en werd ze landskampioen van de Damallsvenskan, de elfde titel van de club. Ook won Anvegård de 'gouden schoen" en werd ze Most valuable player. In 2020 eindige FC Rosengård op tweede plaats achter Kopparbergs/Göteborg FC en maakte Anvegård zestien doelpunten. In december 2020 maakte Anvegård haar debuut in de Champions League, waarin ze gelijk driemaal tot scoren kwam tegen KSK Lantsjchoeti uit Georgië. In 2020 werd Anvegård opgenomen in een lijst van The 100 Best Female Footballers In The World, waarin ze oo de 86ste plaats eindigde. Na een doelpuntloos periode, wist Anvegård op 8 juli 2022 weer tot scoren te komen in een wedstrijd tegen haar oude club Växjö DFF.
Op 10 juli 2021 tekende Anvegård een tweejarig contract bij Everton FC in de Engelse Super League. In haar debuutseizoen kwam ze tot 19 optredens in de Super League en zeven doelpunten in alle competities.
Na een seizoen in Liverpool te hebben gevoetbald, keerde Anvegård op 20 juli 2022 transfervrij terug naar Zweden waar ze een contract tekende bij BK Häcken.

## Statistieken
| Seizoen | Club         | Land     | Competitie     | Wedstrijden | Doelpunten |
| ------- | ------------ | -------- | -------------- | ----------- | ---------- |
| 2016    | Växjö DFF    | Zweden   | Elitettan      | 26          | 30         |
| 2017    | Växjö DFF    | Zweden   | Elitettan      | 25          | 33         |
| 2018    | Växjö DFF    | Zweden   | Damallsvenskan | 21          | 14         |
| 2019    | Växjö DFF    | Zweden   | Damallsvenskan | 12          | 5          |
| 2019    | FC Rosengård | Zweden   | Damallsvenskan | 9           | 9          |
| 2020    | FC Rosengård | Zweden   | Damallsvenskan | 22          | 6          |
| 2021    | FC Rosengård | Zweden   | Damallsvenskan | 6           | 1          |
| 2021/22 | Everton FC   | Engeland | Super League   | 14          | 4          |
| 2022    | BK Häcken    | Zweden   | Damallsvenskan | 8           | 4          |
| 2023    | BK Häcken    | Zweden   | Damallsvenskan | 25          | 10         |
| 2024    | BK Häcken    | Zweden   | Damallsvenskan | 12          | 5          |
| 2025    | BK Häcken    | Zweden   | Damallsvenskan | 0           | 0          |
| Totaal  | Totaal       | Totaal   | Totaal         | 180         | 131        |

Laatste update: 16 april 2025

## Interlandcarrière
Anvegård werd in juni 2018 voor het eerst opgeroepen voor het Zweedse nationale team en maakte op 7 juni 2018 haar debuut in een met 4-0 gewonnen wedstrijd tegen Kroatië door in de 71ste minuut in te vallen voor Jonna Andersson. Ze werd geprezen door bondscoach Peter Gerhardsson. Anvegård maakte haar eerste interlanddoelpunt in haar vierde interland, een 2-0 overwinning op Engeland op 11 november 2018.
In mei 2019 werd Anvegård opgenomen in de Zweedse selectie voor op het WK 2019 in Frankrijk. Anvegård maakte in drie wedstrijden haar opwachting op het eindtoernooi. Ze debuteerde in de 65ste minuut in een groepsfaseduel tegen Chili. In de volgende wedstrijd tegen Thailand begon Anvegård in de basis. Zweden werd in de halve finale uitgeschakeld tegen Nederland door een doelpunt in de verlenging van Jackie Groenen. Door Engeland in de troostfinale te verslaan gingen Anvegård en haar landgenoten met een bronzen medaille naar huis.
Op 8 november 2019 maakte Anvegård haar eerste brace in een vriendschappelijke 3-2 nederlaag tegen Verenigde Staten. In haar volgende interland maakte Anvegård een hattrick tegen Hongarije.
In juli 2021 maakte Anvegård onderdeel uit van de Zweedse selectie op de vertraagde Olympische Spelen in Tokio, Japan. Ze maakte haar olympische debuut op 27 juli in het laatste groepsduel tegen Nieuw-Zeeland.
1: Lindahl ·
2: Andersson ·
3: Sembrant ·
4: Glas ·
5: Fischer ·
6: Eriksson ·
7: Janogy ·
8: Hurtig ·
9: Asllani ·
10: Jakobsson ·
11: Blackstenius · 12: Falk · 13: Ilestedt · 14: Roddar · 15: Björn · 16: Zigiotti Olme · 17: Seger · 18: Rolfö · 19: Anvegård · 20: Larsson · 21: Mušović · 22: Schough · 23: Rubensson · Coach: Gerhardsson